# Helmar Frank
Helmar Gunter Frank (19 febrer de 1933, Waiblingen – 15 de desembre de 2013, Paderborn) va ser un matemàtic, pedagog i esperantista alemany.
Es va doctorar el 1959 a la Universitat de Stuttgart, amb un treball sobre els principis de l'estètica informacional. Després va fer recerca sobre automates aprenents a la Universitat de Karlsruhe i posteriorment va treballar com a professor de cibernètica a l'escola Pädagogische Hochschule de Berlín, on va crear l'Institut de Cibernètica. El 1972 va ser un dels fundadors de la Universitat de Paderborn, on va continuar desenvolupant la seva teoria cibernètica, aplicada a la psicologia i la pedagogia. El 1985 va fundar, juntament amb Reinhard Selten, Ivo Lapenna, Fabrizio Pennacchietti, Humphrey Tonkin, i altres, l'Akademio Internacia de la Sciencoj San Marino (AIS), una acadèmia internacional de ciències on l'esperanto és llengua vehicular. En va ser el president fins a desembre del 2007. Des de la fi dels anys 1970 va iniciar diversos experiments sobre el valor propedèutic de l'esperanto. El 1998 va rebre el premi Bundesverdienstkreuz. Va ser el fundador i redactor en cap de la revista científica Grundlagenstudien aus Kybernetik und Geisteswissenschaft. Va establir un mètode per mesurar la intel·ligència en una escala absoluta i homogènia, i no per comparació entre individus. El 2004 va ser escollit Esperantista de l'Any per la revista La Ondo de Esperanto.
Es va casar amb Věra Barandovská-Frank, una coneguda esperantista txeca.